# Sylvilagus varynaensis
El conejo de monte venezolano (Sylvilagus varynaensis), también conocido como el conejo salvaje de Barinas, es una especie de conejo de cola de algodón que se encuentra en el oeste de Venezuela.

## Taxonomía
El conejo de llanura venezolano fue descrito en 2001 por Durant y Guevara. En su descripción, notaron que la nueva especie tenía medidas corporales mucho más grandes que las del tapeti conocido regionalmente (Sylvilagus brasiliensis), y longitudes de cola más pequeñas que cualquier población local de cottontail oriental (S. floridanus). El holotipo, una muestra hembra recolectada en 1989 de Sabaneta, Barinas, Venezuela, se conserva en la Universidad de los Andes en Mérida.